# ژرنوف (ناحیه ناخود)
ژرنوف (به چکی: Žernov) یک منطقهٔ مسکونی در جمهوری چک است که در ناحیه ناخود واقع شده‌است. ژرنوف ۴٫۹۶ کیلومتر مربع مساحت و ۲۵۱ نفر جمعیت دارد و ۳۸۲ متر بالاتر از سطح دریا واقع شده‌است.